# Косігуїна
Косігуї́на (ісп. Cosigüina) — стратовулкан, розташований у західній частині Нікарагуа. Він утворює великий півострів, що простягається у затоку Фонсека. Вершина усічена великою кальдерою, 2 x 2.4 км в діаметрі та 500 м глибиною, що утримує кратерне озеро (Laguna Cosigüina). Висота вулкана, за даними Global Volcanism Program, становить 872 м. 

## Активність

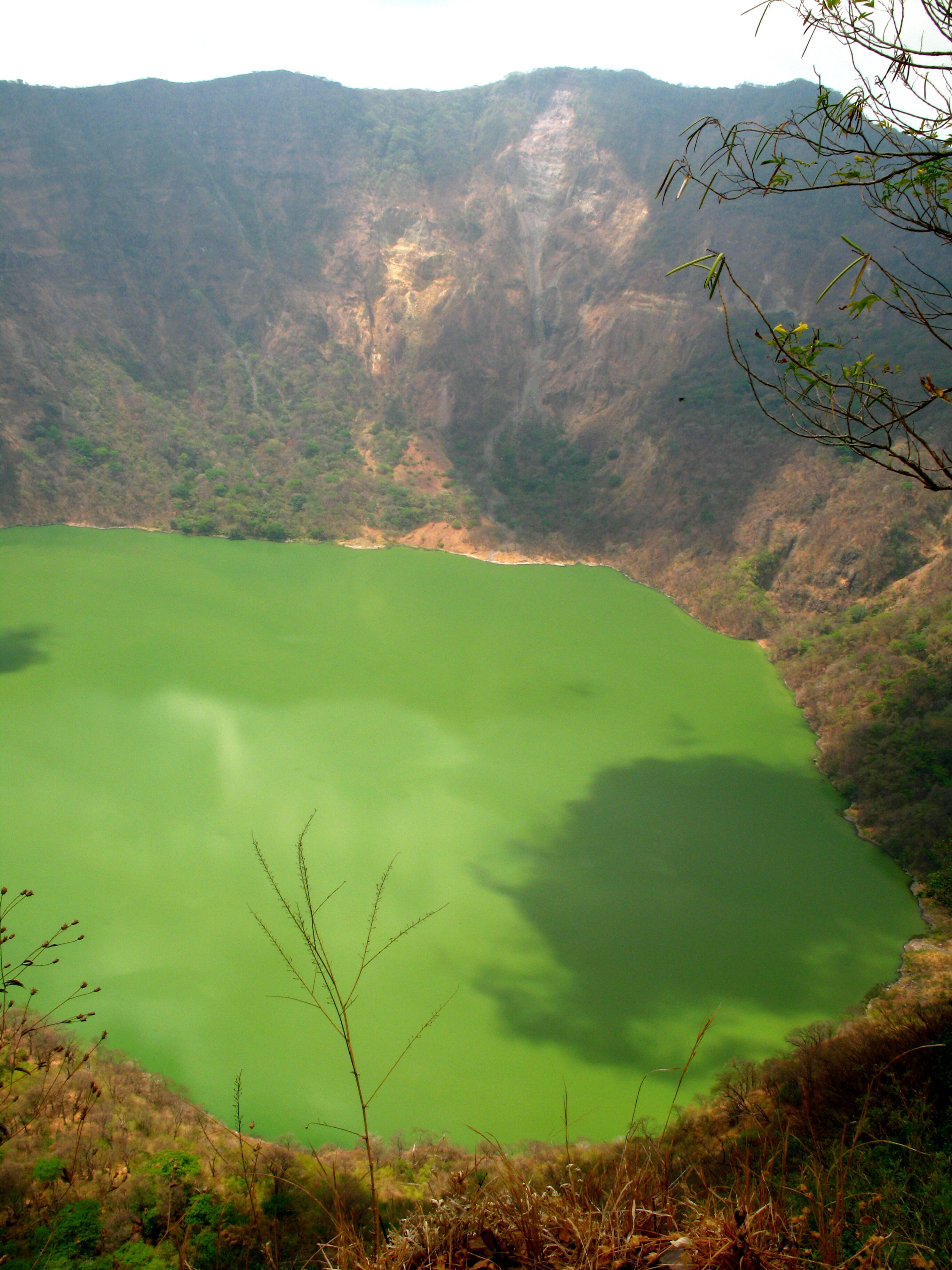
Озеро, що утворилося у кратері вулкана

Вулкан останній раз вивергався в 1859 році, але його найвідоміша активність трапилася 20 січня 1835 року, коли він викликав найбільше в історії Нікарагуа виверження, попіл від якого було знайдено в Мексиці, Коста-Риці та на Ямайці.
Згідно з дослідженням Berkeley Earth Surface Temperature, виверження 1835 року спричинило тимчасове зменшення в середньому температури на Землі на 0,75 градусів Цельсія.
Він не вивергався з 1859, лише мить з точки зору геологічного часу. Утім, 2002 року  поблизу Косігуїни було зафіксовано численні підземні поштовхи, які свідчать, що тектонічні сили досі активні в цьому регіоні, хоча вулкан почасти ізольований від лінії більш активних центрально-американських вулканів на північному заході та південному сході. Єдиними ознаками гідротермальної активності у вулкані є газові бульбашки, що періодично спостерігають у кратерному озері, та гаряче джерело поблизу східного схилу вулкана.